# Masakatsu Sawa
Masakatsu Sawa (japanisch 澤 昌克 Sawa Masakatsu; * 12. Januar 1983 in der Präfektur Ibaraki) ist ein japanischer Fußballspieler.

## Karriere
Sawa erlernte das Fußballspielen in der Universitätsmannschaft der Sendai-Universität und der Jugendmannschaft von River Plate. Seinen ersten Vertrag unterschrieb er 2005 bei Sporting Cristal. Danach spielte er bei Coronel Bolognesi FC, Deportivo Municipal und Club Sportivo Cienciano. 2008 wechselte er zu Kashiwa Reysol. Am Ende der Saison 2009 stieg der Verein in die J2 League ab. 2010 wurde er mit dem Verein Meister der J2 League und stieg in die J1 League auf. Mit dem Verein wurde er 2011 japanischer Meister. 2012 gewann er mit dem Verein den Kaiserpokal. 2013 gewann er mit dem Verein den J.League Cup. Für den Verein absolvierte er 91 Ligaspiele.

## Erfolge
Kashiwa Reysol
- J1 League: 2011

- J. League Cup: 2013

- Japanischer Supercup: 2012

- Kaiserpokal

Sieger: 2012
Finalist: 2008